# Поляки (Орловський район)
Поляки́ (рос. Поляки) — присілок у складі Орловського району Кіровської області, Росія. Входить до складу Орловського сільського поселення.
Населення становить 162 особи (2010, 178 у 2002).
Національний склад станом на 2002 рік — росіяни 94 %.